# 邦達列韋 (舊別利斯克區)
49°22′49″N 39°11′11″E / 49.38028°N 39.18639°E
邦達雷韋（烏克蘭語：Бондареве）是位於烏克蘭東部的村莊，由盧甘斯克州舊比利斯克區的奇米里夫卡市鎮負責管轄。該村始建於1890年，面積1.13平方公里，海拔高度157米，2001年人口425，人口密度每平方公里376.8人。